# Operazione aritmetica

I quattro operatori aritmetici:
(addizione)
(sottrazione)
(moltiplicazione)
(divisione)

Un'operazione aritmetica, in matematica, è un'operazione binaria tra numeri: partendo da almeno due numeri, detti «operandi», si ottiene un unico risultato (che è anch'esso un numero), dipendente dal tipo di operazione od «operatore» utilizzato.
Ogni operazione è identificata da un simbolo. Oltre all'operazione diretta esiste l'operazione inversa, che permette di risalire dal risultato ai numeri iniziali.

## Addizione
L'addizione (o somma) è l'operazione aritmetica più conosciuta: consiste nel sommare i singoli elementi, detti «addendi».
{\displaystyle a+b=c.}
Per esempio, con {\displaystyle a=21} e {\displaystyle b=4}, si ha che: {\displaystyle 21+4=25}.

## Sottrazione
La sottrazione (o differenza) è l'operazione inversa all'addizione.
Essa consiste nella differenza tra due elementi: il primo è detto «minuendo», mentre il secondo «sottraendo».
{\displaystyle a-b=c.}
Per esempio, se {\displaystyle a=18} e {\displaystyle b=3} si ha che: {\displaystyle 18-3=15}.
Nell'insieme dei numeri interi {\displaystyle \mathbb {Z} } la sottrazione può essere considerata identica all'addizione, poiché: {\displaystyle a-b=a+(-b)}.

## Moltiplicazione e divisione
Le altre operazioni aritmetiche principali sono la moltiplicazione e la divisione (la sua operazione inversa). Le rispettive formule sono:
{\displaystyle a\cdot b=c,}
{\displaystyle a:b=c.}
Nella risoluzione di un'espressione aritmetica, i calcoli relativi a moltiplicazioni e divisioni hanno la priorità rispetto alle addizioni e alle sottrazioni.
Mentre i multipli di un numero sono infiniti, la divisione presenta dei limiti. In particolare:
{\displaystyle n:0={\text{ impossibile, se }}n\neq 0,}
{\displaystyle 0:n=0,\quad {\text{se }}n\neq 0,}
{\displaystyle 0:0={\text{ indeterminato}}.}

## Potenza
L'elevamento a potenza consiste nel moltiplicare il primo termine (la base) per se stesso, per il numero di volte indicato dal secondo termine (l'esponente).
Per esempio, in {\displaystyle 4^{2}} la base è {\displaystyle 4} e l'esponente è {\displaystyle 2} e si ha: {\displaystyle 4\cdot 4=16}.

## Tetrazione
La tetrazione è una ripetizione di elevamenti a potenza:
{\displaystyle ^{x}a=\underbrace {a^{a^{a^{\cdot ^{\cdot }}}}} _{x\ {\text{volte}}}.}